# Tori Handsley
Tori Handsley (* 1993) ist eine britische Jazz- und Fusionmusikerin (Harfe, auch Piano, Komposition).

## Leben und Wirken
Handsley, die in Farnham in Surrey aufwuchs, erhielt von ihrer Mutter mit drei Jahren ersten Klavierunterricht. Ihr Vater nahm sie zu vielen Jazzkonzerten mit. Zusätzlich zu klassischem Klavierunterricht erhielt sie, seit sie sechs Jahre alt war, klassischen Unterricht auf der Pedalharfe. Als Jugendliche gab sie das Harfenspiel zunächst auf, bis sie neue Zugänge zum Instrument entdeckte.
Handsley leitet seit 2012 ihre eigenes Trio mit Ruth Goller (Bass) und Moses Boyd (Schlagzeug). Ihr Debütalbum As We Stand erschien 2020 bei Cadillac Records. Sie ist Mitveranstalterin und Kuratorin der monatlichen Session Freedom: The Art of Improvisation im Londoner Club Vortex. Weiterhin ist sie Mitglied der Warriors International und ist mit Künstlern wie Shabaka Hutchings, Binker & Moses (Journey to the Mountain of Forever), Yussef Dayes, Nikki Yeoh, Mark Mondesir, Orphy Robinson, Pat Thomas, Evan Parker und Nigel Kennedy aufgetreten.
Handsley spielte unter anderem in der Royal Albert Hall, im Purcell Room, der Queen Elizabeth Hall und im Ronnie Scott’s Jazz Club.